# Föreningen för kvinnans politiska rösträtt i Örebro

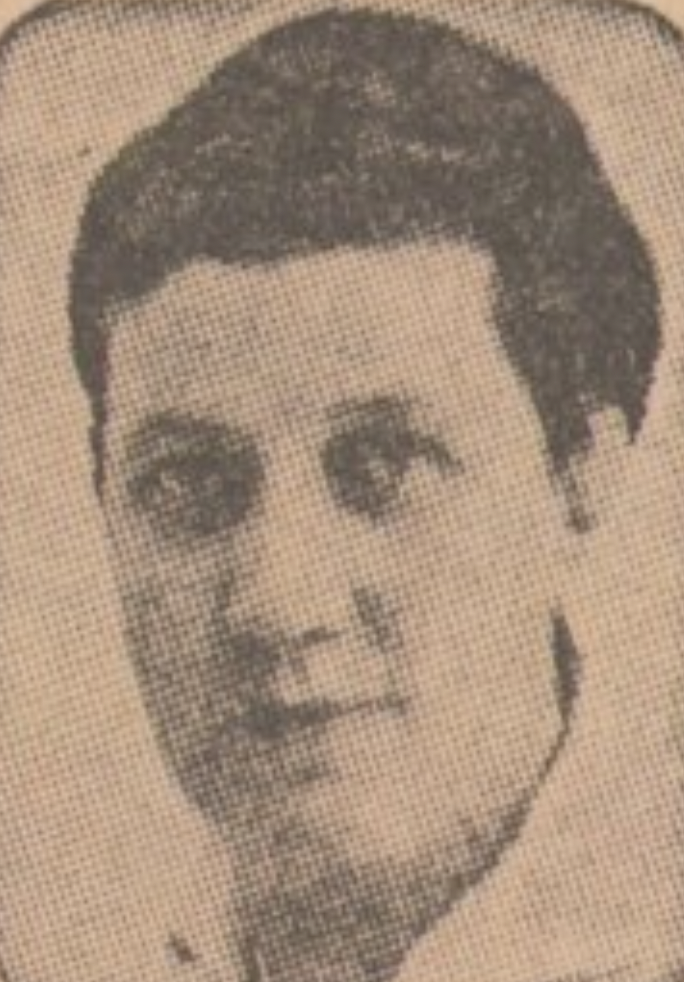
Elsa Perselli

Föreningen för kvinnans politiska rösträtt i Örebro, även kallad Örebroföreningen för kvinnans politiska rösträtt, var Örebros lokalförening inom Landsföreningen för kvinnans politiska rösträtt (LKPR). Föreningen bildades 13 maj 1903 och var verksam lokalt i Örebro för införandet av kvinnors rösträtt i Sverige.
Bland aktiviteterna fanns föredrag, samkväm, insamling av medel och förhandlingar om samarbete med andra organisationer. 
1908 rapporterades: 
"Föreningen har sökt verka för social upplysning genom anordnandet av en kurs i samhällslära, till vilken även allmänheten haft tillträde. Häradshövding M. Vedberg redogjorde i 4 föreläsningar för Sveriges statsskick, och kandidat C. Sjövall behandlade i 2 föreläsningar ämnet: “Samhällets daning.“ [...] Vidare har en afton ägnats åt minnet av Thorild såsom den första, vilken hävdade kvinnans ställning som medborgare i samhället. Fröken Anna Borgström redogjorde för hans levnadsbana och föredrog valda stycken av hans litterära alster. 5 maj höll fru Anna Palme-Dutt från Cambridge föredrag om den kvinnliga rösträttsrörelsen i England samt de engelska kvinnornas deltagande i det politiska livet. Lokalpressen har icke heller i år visat något större intresse för föreningens syftemål, men villigt mottagit de referat, som efter varje möte tillställts densamma.".

## Ordförande
- Elin Lewenhaupt, 1904–1905
- Anna Borgström, 1905–1906 (första gången)
- Vienna Mesterton, 1906–1907
- Ella Löwegren, 1907–1908
- Anna Borgström, 1908–1910 (andra gången)
- Elin Agrelius, 1910–1912
- Anna Hjelmkvist, 1912–1913
- Elsa Perselli, 1913–1921